# Эраклио Сепеда
Хера́рдо Унсуэ́та Лоренса́на (исп. Gerardo Unzueta Lorenzana), известен под именем Эраклио Сепеда (исп. Eraclio Zepeda; 24 марта 1937— 17 сентября 2015) — мексиканский писатель, поэт и политик.

## Биография
Родился 24 марта 1937 года в Тустла-Гутьеррес (исп. Tuxtla Gutiérrez), штат Чьяпас (исп. Chiapas).
Обучался в Латиноамериканском военном университете, в котором среди студентов организовал кружок марксистов, в который также входили Хайме Лабастида, Хайме Августо Шеллей и Нильс Кастро. Изучал социальную антропологию в Университете Веракруса (исп. Universidad Veracruzana), там он еще более углубляется в политику исключительно левых взглядов, что отражается и в его литературе.
В 1960 участвовал в 1-м Латиноамериканском конгрессе молодёжи на Кубе. Во время операции против интервентов в заливе Свиней, где также участвовал экс-президент Мексики Ласаро Карденас, он сражался как солдат вместе с Карлосом Хурадо, Нильсом Кастро и Роке Дальтоном.

## Профессор
В 1957 году работал преподавателем в подготовительной школе в городе Сан Кристобал да лас Касас (исп. San Cristóbal de las Casas), в том же 1957 году работал в юридическом университете этого же города, с 1958 года по 1960 год преподавал в Университете Веракруса, в 1961 в Восточном университете на Кубе, в 1962 году в Гаванском университете тоже на Кубе, в Институте иностранных языков в Пекине в 1963 году, а оттуда в 1965 году был приглашён в Тбилиси.

## Политика
Принимал участие в движении против губернатора родного штата Эфраина Аранда Осорио, что не осталось безнаказанным для него. С 1958 года по 1959 год состоял в Рабоче-крестьянской партии, потом был членом Коммунистической партии Мексики с 1969 по 1981 года. В компартии Эраклио Сепеда входил в центральный комитет, по поручениям партии, а также как корреспондент издания Голос Мексики (исп. La Voz de México), бывал в Москве.
Был сооснователем и членом центрального комитета Объединённой социалистической партии Мексики и Социалистической партии Мексики, был предварительным кандидатом в президенты Мексики и кандидатом в сенаторы от штата Чьяпас. С 1985 по 1988 года был депутатом законодательного собрания Мексики (53 созыв) от Объединённой социалистической партии Мексики. В 1989 году был сооснователем и членом Революционно-демократической партии.

## Произведения
Рассказы и повести
- Benzulul (1960)
- Asalto nocturno (1975)
- Andando el tiempo (1982)
- Un tango para hilvanado (1987)
- Ratón-que-vuela (1999)
- Horas de vuelo (2005)

Романы
- Las grandes lluvias (2005)
- Tocar el fuego (2007)

Пьесы
- El tiempo y el agua (1960)

Поэзия
- La espiga amotinada (1960)
- Ocupación de la palabra (1965)
- Elegía a Rubén Jaramillo (1963)